# Grand Prix de Lugano
Le Grand Prix de Lugano (officiellement Gran Premio Città di Lugano) est une course cycliste suisse disputée autour de la ville de Lugano depuis 1981. Il remplace le contre-la-montre homonyme qui fut organisé de 1950 à 1979.
Depuis 2005, le Grand Prix de Lugano fait partie de l'UCI Europe Tour.
Les éditions 1997 et 1998 furent uniquement ouvertes aux amateurs.
L'édition n'a pas lieu en 2013 pour des raisons météorologiques.
En 2022, la course prend la forme d'un critérium, nommé Lugano Summer Ride.

## Palmarès
| Année                                                                                             | Vainqueur           | Deuxième               | Troisième             |                  |
| ------------------------------------------------------------------------------------------------- | ------------------- | ---------------------- | --------------------- | ---------------- |
| 1981                                                                                              | Josef Fuchs         | Daniel Gisiger         | Marco Vitali          |                  |
| 1982                                                                                              | Marco Vitali        | Hans Von Niederhäusern | Viktor Schraner       |                  |
| 1983                                                                                              | Chris Wreghitt      | Erich Maechler         | Gilbert Glaus         |                  |
| 1984                                                                                              | Benno Wiss          | Urs Zimmermann         | Jean-Claude Leclercq  |                  |
| 1985                                                                                              | Gottfried Schmutz   | Jean-Claude Leclercq   | Richard Trinkler      |                  |
| 1986                                                                                              | Mauro Gianetti      | Stephen Hodge          | Daniel Huwyler        |                  |
| 1987                                                                                              | Thomas Wegmüller    | Acácio da Silva        | Stephan Joho          |                  |
| 1988                                                                                              | Marco Vitali        | Daniel Wyder           | Jocelyn Jolidon       |                  |
| 1989                                                                                              | Gilles Delion       | Urs Freuler            | Guido Winterberg      |                  |
| 1990                                                                                              | Marco Vitali        | Daniel Huwyler         | Mike Renfer           |                  |
| 1991                                                                                              | Pascal Jaccard      | Thomas Benz            | Marcel Bischof        |                  |
| 1992                                                                                              | Steffen Rein        | Andrzej Sypytkowski    | Nicola Puttini        |                  |
| 1993                                                                                              | Roberto Caruso      | Roland Meier           | Thomas Bay            |                  |
| 1994                                                                                              | Andrea Chiurato     | Beat Zberg             | Gabriele Colombo      |                  |
| 1995                                                                                              | Stefano Colagè      | Fabrizio Bontempi      | Giuseppe Guerini      |                  |
| 1996                                                                                              | Amilcare Tronca     | Armin Meier            | Andrea Stocco         |                  |
| 1997                                                                                              | Michele Rezzani     |                        |                       |                  |
| 1998                                                                                              | Luca Bianucci       |                        |                       |                  |
| "`UNIQ--templatestyles-00000039-QINU`"'Non disputé en 1999 et 2000                                |                     |                        |                       |                  |
| 2001                                                                                              | Luca Paolini        | Beat Zberg             | Bobby Julich          |                  |
| 2002                                                                                              | Ruslan Ivanov       | Davide Rebellin        | Niki Aebersold        |                  |
| 2003                                                                                              | David Moncoutié     | Alexandr Kolobnev      | Ruslan Gryschenko     |                  |
| 2004                                                                                              | Frédéric Bessy      | David Moncoutié        | Vladimir Miholjević   |                  |
| 2005                                                                                              | Rik Verbrugghe      | Patrice Halgand        | Emanuele Sella        |                  |
| 2006                                                                                              | Paolo Bettini       | Kim Kirchen            | Aliaksandr Kuschynski |                  |
| 2007                                                                                              | Luca Mazzanti       | Pedro Arreitunandia    | Evgueni Petrov        |                  |
| 2008                                                                                              | Rinaldo Nocentini   | Davide Rebellin        | Enrico Gasparotto     |                  |
| 2009                                                                                              | Rémi Pauriol        | Davide Rebellin        | Simon Gerrans         |                  |
| 2010                                                                                              | Roberto Ferrari     | Jure Kocjan            | Giampaolo Cheula      |                  |
| 2011                                                                                              | Ivan Basso          | Fabio Duarte           | Giovanni Visconti     |                  |
| 2012                                                                                              | Eros Capecchi       | Damiano Cunego         | Enrico Battaglin      |                  |
| "`UNIQ--templatestyles-0000003A-QINU`"'Non disputé en 2013 à cause des conditions météorologiques |                     |                        |                       |                  |
| 2014                                                                                              | Mauro Finetto       | Sonny Colbrelli        | Diego Ulissi          |                  |
| 2015                                                                                              | Niccolò Bonifazio   | Francesco Gavazzi      | Matteo Montaguti      |                  |
| 2016                                                                                              | Sonny Colbrelli     | Diego Ulissi           | Roberto Ferrari       |                  |
| 2017                                                                                              | Iuri Filosi         | Marco Frapporti        | Davide Orrico         |                  |
| 2018                                                                                              | Hermann Pernsteiner | Kristian Sbaragli      | Enrico Gasparotto     |                  |
| 2019                                                                                              | Diego Ulissi        | Aleksandr Riabushenko  | Matej Mohorič         |                  |
| 2020                                                                                              | annulé/abandonné    | annulé/abandonné       | annulé/abandonné      | annulé/abandonné |
| 2021                                                                                              | Gianni Moscon       | Valerio Conti          | Ben Hermans           |                  |
| 2023                                                                                              | annulé/abandonné    | annulé/abandonné       | annulé/abandonné      | annulé/abandonné |